# Вардар (календар)
Вардар је био календар (годишњи часопис) који је излазио у Београду 1906—1913. и 1920—1940.
Изашло је укупно 29 бројева. Издавало га је Друштво Коло српских сестара. У периоду до Првог свјетског рата највише прилога (текст и фотографије) било је о четничкој акцији и о старим српским споменицима (манастири, цркве и
др.) у Старој Србији и Македонији. Садржао је многе прилоге о осталим неослобођеним српским областима и о Црној Гори. Исто тако имао је много литерарних прилога родољубивог карактера, нарочито су често штампане, и по више пута, познате пјесме (Илићева пјесма „На Вардару“, Бардова „Хеј трубачу“). У међуратном периоду су објављивани прилози из цијеле Краљевине СХС, касније Југославије. Према неким свједочењима календар је почео да излази на иницијативу Станиславе Сондермајер, тадашње потпредсједнице Кола. Делфа Иванић наводи податке да је у другој половини 1905. у њеној кући у Београду одржано неколико састанака и као резултат донешена је одлука, да „Коло српских сестара“ у Београду издаје, почев од 1906. стално, сваке године, свој годишњи календар са нарочитом културно-просвјетном и национално-вјерском садржином у циљу јачања српске националне свијести. Име календару је дао њен муж Иван Иванић, увјерен да ће то име за српски народ значити много. Прва годишта Вардара уређивали су су Иван Иванић и Милојко Веселиновић, некадашњи заслужни конзул Србије у Турској. Коло српских сестара је пред Балканске ратове добило једну малу собицу од друштва „Светог Саве“ у њиховом дому у Душановој улици, гдје је радила једна њихова чиновница и гдје су им стајали њихови календари Вардар. Након двије године од почетка изласка календара Вардар, почео је у Турској, у Скопљу, излазити и лист Вардар. Неке од текстова је писала и Делфа Иванић. Календар Вардар за 1940. годину је она посветила: 550. годишњици Косовске битке, Косовској Епопеји и 25. годишњици Церске битке.
О покретању календара Вардар Делфа Иванић је записала да је крајем јесени 1905. предсједница Кола, почивша Љубица Л. Луковићка, а потпредсједница, Станислава Сондермајер, која прва дошла на идеју да Коло издаје једа мали Календар, уз који би се штампала по нека
патриотска пјесма, те тако да осигура себи један нови приход. Ту њену идеју прихвата и проширује пријатељ Кола г. Иван Иванић, тада шеф Пресбироа. Он предлаже да се изда велики календар, који би сликом и рјечју обухватио значајне моменте и личности наше националне борбе у Јужној Србији као и наше задужбине, тако да тај календар постане народна читанка. Коло је примило приједлог и почетком јануара 1906.
штампа календар који су уредили г. Иван Иванић и почивши Милојко Веселиновић, стари национални борац и негдашњи конзул у Турској. По
по приједлогу г. Иванића, календар је назван Вардар и штампан у 10.000 примјерака – број који дотле није достигла ниједна наша књига, – он је већ истог мјесеца када је изашао растурен до посљедњег примјерка, тако да је у марту исте године штампано и друго издање од 5.000 примјерака, да и оно до посљедњег комада буде растурено. Пред рат Вардар је штампан у 40.000 примјерака и био је зборник епских подвига наших четника и јуначког умирања Срба по Јужној Србији.
Став и поглед КСС и Делфе Иванић у чувеном Велеиздајничком процесу у Загребу, морална подршка Српско-хрватске коалиције без резерве и уздржљивости, борба за јединство српско-хрватског народа, борба за ослобођење свих јужних Словена, представљају врхунски домет Делфиних осјећања и патриотског дјеловања. Зато је и календар Вардар који је био носилац тих идеја, био забрањен на цијелој територији црно-жуте монархије.